# Сорабия
Со́рабия (в.-луж. Sorabija) — наименование лужицкого студенческого братства, которое действует в Лейпциге c 10 декабря 1716 года вплоть до нашего времени. Является одним из старейших студенческих братств в современной Германии.

## История
Организация в её нынешнем виде была основана в 1814 году, по инициативе студентов Лейпцигского университета Гандрия Любенского и Бедриха Адольфа Клина, во время реформирования Лужицкого проповеднического общества, которое ранее называлось «Сербское проповедническое общество» и было основано в 1716 году. В начале XIX века в Сербское проповедническое общество стали принимать немцев, по инициативе которых в 1809 году общество было переименовно по географическому признаку в «Лужицкое проповедническое общество». Сорабия была создана как реакция на онемечивание Лужицкого проповеднического общества. 
Члены братства написали для своей организации гимн, который носил название «Сорабийское приветствие» (Soraborum saluti):

 «Sorabija - haleluja
 
Sorabija - haleluja
 
Zaklate - fufcich
 
Zaklate - fufcich
 
Hej!»

В 1825 году членами «Сорабии» стали лужицкие писатели и общественные деятели Гандрий Зейлер и Гендрих Август Кригар, которые стали первыми представителями романтической поэзии в лужицкой литературе. Они также с 1826 года издавали рукописный литературный журнал «Сербска Новина» (Serbska nowina). В 1827 году на страницах этого журнала было опубликовано стихотворение Гандрия Зейлера «Народная ода», которая в XX веке стала гимном лужицких сербов. К 1828 году (до своего отъезда из Лейпцига они выпустили 60 номеров этого журнала). Под руководством Гандрия Зейлера и Гендриха Кригара «Сорабия» стала центром романтического движения в Лужице.
С 1848 года в Лейпцигском университете стали читать лекции на лужицком языке и с этого времени начался расцвет деятельности этой организации, в которую стали вступать многочисленные лужицкие студенты и профессора других факультетов Лейпцигского университета и других местных высших учебных заведений. В 70-е годы XIX столетия в деятельности организации принимали участие будущие лужицкие писатели Арношт Мука и Арношт Голан.
В 90-е годы XIX столетия деятельность братства приобрела черты студенческой корпорации. В 1908 году был построен первый дом студенческого братства. Во время Первой мировой войны деятельность организации не осуществлялась. В 1934 году, под давлением национал-социалистической власти, в организацию стали принимать немецких членов. В 1938 году деятельность организации была запрещена. В 1945 году дом студенчества был национализирован и в нём стал располагаться детский дом. В 1948 году деятельность организации была возобновлена.

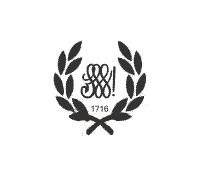
Символ отделения «Sorabia-Westfalen»

После образования ГДР деятельность организации осуществлялась при лужицкой культурно-общественной организации Домовины и в рамках общественно-культурной жизни Лейпцигского университета. В это время Сорабия входила в структуру студенческих организаций ГДР «Союза свободной немецкой молодёжи». В 1953 году - впервые в истории организации - в Западной Германии было основано отделение организации в Мюнстере под названием «Landsmannschaft Sorabia-Westfalen Münster» (сокращённое наименование — «Sorabia-Westfalen»), которое стало первым филиалом за пределами Саксонии. В настоящее время этот филиал входит в состав студенческой организации «Coburger Convent».
В настоящее время студенческое братство «Сорабия» занимается сохранением и популяризацией лужицкой культуры и лужицких языков.

## Известные члены
- Броск, Юрий (1833—1915) — лужицкий переводчик и поэт.
- Зейлер, Гандрий (1804—1871) — лужицкий писатель;
- Мука, Арношт (1854—1932) — лужицкий писатель.
- Шульце, Виктор (1851—1937) — лужицкий историк церкви;